# Cyprideis multipunctata
Cyprideis multipunctata is een mosselkreeftjessoort uit de familie van de Cytherideidae.